# Островський Володимир Олексійович
Володимир Олексійович Островський (5 травня 1928, Оброшине — 22 січня 2000, Львів) — український живописець та історик мистецтв; член Спілки художників України.

## Біографія
Народився 5 травня 1928 року в селі Оброшиному (тепер Львівський район Львівської області, Україна). 1953 року закінчив Львівський державний інститут прикладного та декоративного мистецтва (викладачі Микола Федюк, Роман Сельський, Вітольд Манастирський, Іван Гуторов, Василь Любчик, Йосип Бокшай).
Мешкав у Львові, в будинку на вулиці Тернопільській, 1а, квартира 28.

## Творчість
Працював в галузі історії та теорії мистецтва, а також станкового живопису. 
Серед робіт:
- «Т. Г. Шевченко на засланні» (1960);
- «Пшениця» (1963);
- «Ранок у Гребенові» (1964);
- «Стіжки» (1968).

Автор монографій:
- «Олекса Новаківський», Київ, 1964;
- «Вітольд Манастирський», Львів, 1967.
  - Історія українського мистецтва (видання)